# Isla Saddle
Isla Saddle o isla Montura (en inglés: Saddle Island) es una isla de 1,98 km de largo y 980 metros de ancho, situada en el lado sur de la entrada a Puerto Wilson, en la costa oeste de Georgia del Sur en el océano Atlántico Sur. La isla está separada de la parte continental de Georgia del Sur por un paso de 280 metros de ancho. Se encuentra a 18,9 kilómetros al sureste de cabo Paryadin, 29,1 km al oeste del acantilado Peggotty y el 26,3 km al noroeste cabo Nuñez.
La isla es administrada por el Reino Unido como parte del territorio de ultramar de las Islas Georgias del Sur y Sandwich del Sur, pero también es reclamada por la República Argentina que la considera parte del departamento Islas del Atlántico Sur dentro de la provincia de Tierra del Fuego, Antártida e Islas del Atlántico Sur.